# Damjan Brezovec
Damjan Brezovec, slovenski bobnar, * 1962, † 2006, Ljubljana.
Igral je v znanih rock in hard rock zasedbah, kot so Martin Krpan, MASH, Yunk (Junaki nočne kronike) + Janez Bončina - Benč, The Drinkers, Teška industrija. Njegova zadnja skupina je bila Requiem (glasbena skupina).

## Diskografija
- Requiem, III
- Requiem, Zadnja molitev
- The Drinkers, Lepi in trezni